# Gideon Ståhlberg
Anders Gideon Tom Ståhlberg (26. ledna 1908 Surte – 26. května 1967 Leningrad) byl švédský šachista.
Studoval na Univerzitě v Göteborgu. V letech 1927, 1929, 1931 a 1939 se stal mistrem Švédska a v letech 1929, 1938 a 1939 mistrem severských zemí. Zúčastnil se třinácti šachových olympiád, v roce 1935 skončil se švédským týmem na druhém místě.
Druhou světovou válku prožil v Argentině, kde vyhrál turnaje v Mar del Plata a Buenos Aires. Mezi Latinoameričany měl přezdívku El leon Sueco (Švédský lev).
Nejvyššího hodnocení Elo dosáhl v roce 1948: 2762 bodů, což bylo třetí místo na světě. V roce 1950 byl mezi prvními šachisty, kteří získali titul velmistra. Zúčastnil se dvou turnajů kandidátů (1948–51 a 1952–54).
Od roku 1951 působil jako šachový rozhodčí FIDE, řídil šest zápasů o světový titul. Zemřel v Leningradu, kam přicestoval na šachový turnaj k padesátému výročí revoluce.
Byl také úspěšným hráčem bridže, věnoval se teorii hazardních her a vynikl jako autor šachové literatury (jeho nejznámějším dílem je I kamp med världseliten).